# Gema (Zamora)
Gema (oder auch Gema del Vino) ist ein Ort und eine nordspanische Gemeinde (municipio) mit nur noch 197 Einwohnern (Stand: 2024) in der Provinz Zamora in der Autonomen Gemeinschaft Kastilien-León.

## Lage und Klima
Der Ort Gema liegt im Westen der kastilischen Hochebene (meseta) im Süden der Provinz Zamora in einer Höhe von ca. 705 m. Die am Río Duero gelegene Provinzhauptstadt Zamora ist etwa 14 km (Fahrtstrecke) in nordwestlicher Richtung entfernt. Das Klima ist gemäßigt bis warm; Regen (ca. 400 mm/Jahr) fällt hauptsächlich im Winterhalbjahr.

## Bevölkerungsentwicklung
| Jahr      | 1857 | 1900 | 1950 | 2000 | 2020 |
| Einwohner | 551  | 821  | 710  | 270  | 215  |

Der deutliche Bevölkerungsrückgang seit Beginn des 20. Jahrhunderts ist im Wesentlichen auf die Reblauskrise im Weinbau, später dann auf die zunehmende Mechanisierung der Landwirtschaft sowie auf die Aufgabe bäuerlicher Kleinbetriebe („Höfesterben“) und den damit einhergehenden Verlust von Arbeitsplätzen zurückzuführen. Auch die relative Nähe zur Provinzhauptstadt Zamora hat bislang keine Auswirkungen gehabt.

## Wirtschaft
Die Landwirtschaft (vor allem Viehzucht, Wein- und Gemüseanbau) spielt traditionell die größte Rolle im Wirtschaftsleben der Gemeinde. Daneben fungierte der Ort bereits im Mittelalter als Handels-, Handwerks- und Dienstleistungszentrum für die längst verschwundenen Weiler (pedanías) Einzelgehöfte (fincas) in der Region. Einnahmen aus dem Tourismus in Form der Vermietung von Ferienwohnungen (casas rurales) sind in den letzten Jahrzehnten hinzugekommen.

## Geschichte

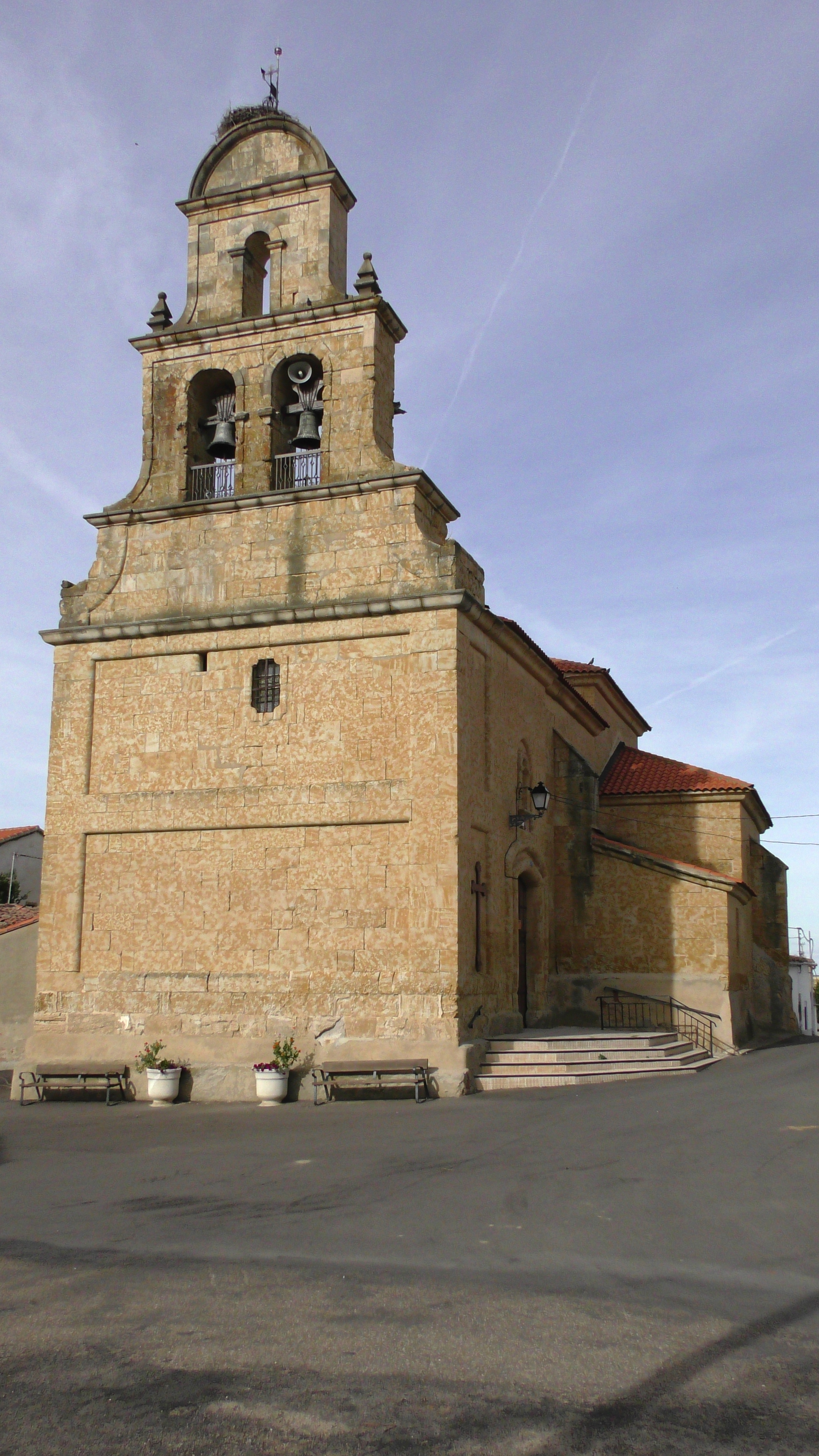
Gema – Iglesia de San Juan Bautista

Keltische, römische, westgotische und selbst maurische Spuren wurden bislang kaum entdeckt. Das Gebiet um Gema wurde gegen Ende des 10. bzw. zu Beginn des 11. Jahrhunderts durch das Königreich León von den Mauren zurückerobert (reconquista); anschließend begann die Phase der Neu- oder Wiederbesiedlung (repoblación) der nahezu entvölkerten Gebiete.

## Sehenswürdigkeiten
- Die Iglesia de San Juan Bautista ist Johannes dem Täufer geweiht; sie entstand im 18. Jahrhundert im Stil des strengen Klassizismus an der Stelle eines romanischen Vorgängerbaus. Lediglich der zweigeschossige und mit seitlichen Schwüngen versehene Glockengiebel (espadaña) über der portal- und schmucklosen Westfassade lockert die Optik des Baues etwas auf.

Umgebung
- In der Umgebung befindet sich eine beinahe ruinöse dreibogige „Römerbrücke“.
- Auch ein mächtiger Baum (Pino de Gema) wurde unter Schutz gestellt.